# A Maldív-szigetek címere

A Maldív-szigetek címere

A Maldív-szigetek címerében egy kókuszpálma és az iszlám félhold csillagos jelképe áll. A mellette lévő két zászlórúdon az ország zászlaja látható. Legelöl, kék szalagon, ez az arab felirat áll: الدولة المحلديبية. A címert 1940-ben kezdték el használni. Az előző címertől csak abban tér el, hogy a csillag és a hold nem ezüst, hanem arany.

## Értelmezés
A kókuszpálma, a sziget lakóinak megélhetését jelképezi. Utalhat arra is, hogy a szigetország gazdaságában legnagyobb szerepet a fa játssza, ugyanis minden részét fel tudják használni. Az arany hold és csillag a lakosság iszlám hitére utalnak. A kék szalagon lévő felirat latin átírása: Ad-Dawlat Al-Mahaldheebiyya. Ezt a kifejezést, Ibn Battúta és más középkori arab utazók használták a szigetcsoportra.